# Alphonsea tonquinensis
Alphonsea tonquinensis är en kirimojaväxtart som beskrevs av Aug. Dc. Alphonsea tonquinensis ingår i släktet Alphonsea och familjen kirimojaväxter.

## Underarter
Arten delas in i följande underarter:
- A. t. coriacea
- A. t. tonquinensis